# Syrphophilus stibarus
Syrphophilus stibarus är en stekelart som beskrevs av Setsuya Momoi 1973. Syrphophilus stibarus ingår i släktet Syrphophilus och familjen brokparasitsteklar. Inga underarter finns listade i Catalogue of Life.